# Sleeps Society
Sleeps Society (a veces estilizado como SLEEPS SOCIETY) es el quinto álbum de estudio de la banda británica de metalcore While She Sleeps. Fue lanzado el 16 de abril de 2021, a través del sello independiente de la banda, Sleeps Brothers, en colaboración con Search and Destroy, Spinefarm Records y Universal Music. El álbum fue producido por la propia banda y Carl Bown.

## Antecedentes y lanzamiento
El 15 de octubre de 2020, la banda lanzó el primer sencillo y la canción principal "Sleeps Society" junto con un video musical adjunto. Ese mismo día, la banda anunció el álbum en sí, la portada del álbum y la fecha de lanzamiento. También dieron a conocer su esquema de suscripción de nuevos miembros llamado Sleeps Society a través de la plataforma Patreon. A través del esquema, los fanáticos podrán contribuir y suscribirse con donaciones mensuales a la banda y, a su vez, los contribuyentes tendrán acceso a beneficios exclusivos como mercadería, espectáculos secretos, acceso temprano a boletos, podcasts, reproducciones, consejos y más.
El 7 de febrero de 2021, la banda lanzó el segundo sencillo "You Are All You Need", que debutó en el programa Rock Show de la BBC Radio 1 de Daniel P. Carter. Al mismo tiempo, la banda reveló la lista de canciones oficial del álbum. El guitarrista Sean Long comentó sobre la pista: "De alguna manera nos las arreglamos para inyectar suficiente inspiración personal de cada miembro para que encarnara por completo 'el sonido Sleeps' con facilidad".
El 14 de abril de 2022, la banda lanzó el cuarto sencillo "Eye to Eye" y también anunció la edición de lujo del álbum que se lanzará el 3 de junio.  Al mismo tiempo, la banda reveló oficialmente la portada del álbum y la lista de canciones.

## Lista de canciones
Edición estándar

Todas las letras escritas por While She Sleeps, toda la música compuesta por While She Sleeps. 
| N.º | Título                                                   | Duración |  |
| 1.  | «Enlightenment(?)»                                       | 5:03     |  |
| 2.  | «You Are All You Need»                                   | 3:28     |  |
| 3.  | «Systematic»                                             | 2:57     |  |
| 4.  | «Nervous» (con Simon Neil de Biffy Clyro)                | 4:06     |  |
| 5.  | «Pyai»                                                   | 1:55     |  |
| 6.  | «Know Your Worth (Somebody)»                             | 4:38     |  |
| 7.  | «No Defeat for the Brave» (con Deryck Whibley de Sum 41) | 4:13     |  |
| 8.  | «Division Street»                                        | 3:34     |  |
| 9.  | «Sleeps Society»                                         | 3:19     |  |
| 10. | «Call of the Void» (con Sleeps Society)                  | 4:11     |  |
| 11. | «The End»                                                | 7:03     |  |

Edición de lujo
| N.º | Título                                                          | Duración |  |
| 1.  | «Enlightenment(?)»                                              | 5:02     |  |
| 2.  | «You Are All You Need»                                          | 3:28     |  |
| 3.  | «Systematic» (nueva versión; con Rou Reynolds de Enter Shikari) | 3:31     |  |
| 4.  | «Eye to Eye»                                                    | 3:53     |  |
| 5.  | «Nervous» (con Simon Neil de Biffy Clyro)                       | 4:06     |  |
| 6.  | «Pyai»                                                          | 1:54     |  |
| 7.  | «Know Your Worth (Somebody)»                                    | 4:37     |  |
| 8.  | «No Defeat for the Brave» (con Deryck Whibley de Sum 41)        | 4:12     |  |
| 9.  | «The Enemy Is the Inner Me»                                     | 3:09     |  |
| 10. | «Division Street»                                               | 3:34     |  |
| 11. | «Sleeps Society»                                                | 3:19     |  |
| 12. | «Fakers Plague»                                                 | 5:53     |  |
| 13. | «The Long Way Home»                                             | 4:46     |  |
| 14. | «You Are All You Need» (versión acústica)                       | 4:40     |  |
| 15. | «Call of the Void» (con Sleeps Society)                         | 4:11     |  |
| 16. | «The End»                                                       | 7:03     |  |

## Posicionamiento en lista
| Lista (2021)                         | Posición |
| ------------------------------------ | -------- |
| Alemania (Offizielle Top 100)        | 13       |
| Austria (Ö3 Austria)                 | 11       |
| Escocia (Scottish Albums Chart)      | 44       |
| Bélgica (Ultratop Flandes)           | 131      |
| Reino Unido (UK Albums Chart)        | 59       |
| Reino Unido (UK Rock & Metal Albums) | 7        |
| Suiza (Schweizer Hitparade)          | 22       |

## Personal
While She Sleeps
- Lawrence "Loz" Taylor – Voz gutural
- Sean Long – Guitarra líder y coros
- Mat Welsh – Guitarra rítmica, voz y piano
- Aaran McKenzie – Bajo y coros
- Adam "Sav" Savage – Batería y percusión

Músicos adicionales
- Rou Reynolds: voz (pista 3, solamente en la nueva versión).
- Simon Neil: voz (pista 4).
- Deryck Whibley: voz (pista 7).